# Emirat de Damaturu
L'emirat de Damaturu és un estat tradicional nigerià centrat en origen a Damaturu, la capital de l'estat de Yobe a Nigèria. És un emirat de primera classe.
Anteriorment l'emirat de Damaturu era part de l'emirat de Ngazaragamo, el qual té capital a Gaidam i s'estén fins al Txad al nord-est i al Níger al nord-oest.
El novembre de 2003 el Governador de l'estat de Yobe, Bukar Ibrahim, va aprovar el nomenament de Baba Shehu Hashimi II Ibn Umar El-Kanemi com Shehu (Emir) de Damaturu.
Hashimi II El-Kanemi va ser designat emir de Damaturu el 15 de maig de 2004. Va succeir al seu germà Alhaji Bukar Ibn Elkanemi, que havia mort a La Meca l'any anterior.